# 兵庫県立和田山高等学校
兵庫県立和田山高等学校（ひょうごけんりつ わだやまこうとうがっこう）は、兵庫県朝来市和田山町に所在する公立の高等学校。

## 設置学科
- 総合学科
  - 人文科学系列
  - 発達科学系列
  - 情報科学系列
  - 国際ビジネス系列

## 沿革
- 1948年 - 兵庫県立農蚕高等学校和田山分校（定時制）として開校。当初は農業科・家庭科のみであり、校舎は枚田小学校の教室の一部を間借りしていた。
- 1949年 - 兵庫県立八鹿高等学校和田山分校に改称。
- 1952年 - この年の新入生から普通科に移行。
- 1959年 - 専用校舎完成。
- 1962年 - 兵庫県立豊岡実業高等学校和田山分校（全日制商業科）に移管。
- 1965年 - 兵庫県立和田山商業高等学校として独立。
- 1989年 - 情報科を新設。
- 1999年 - 現校名に変更。この年の新入生から総合学科に移行。